# Sceptrintus
Sceptrintus is een geslacht van sponsdieren uit de klasse van de Demospongiae (gewone sponzen).

## Soort
- Sceptrintus richardi Topsent, 1898